# Oberlausitz

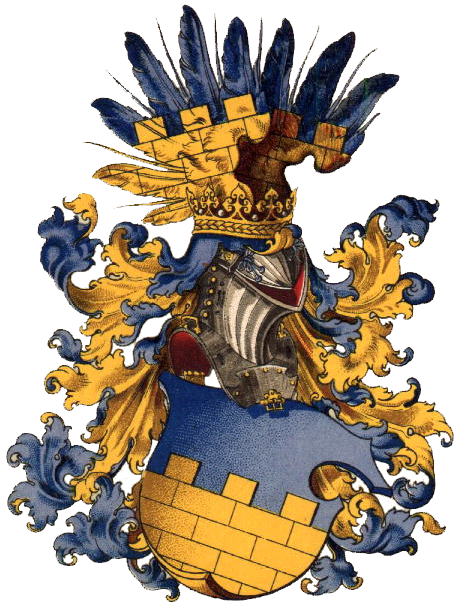
Oberlausitz historiska vapen.

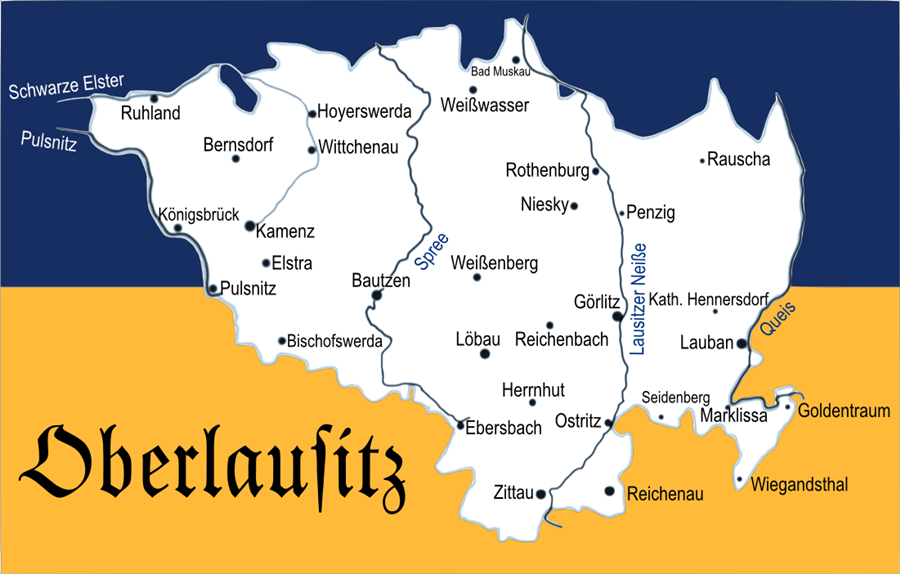
Karta över Oberlausitz historiska gränser fram till Napoleonkrigen. Regionen öster om Lausitzer Neisse tillhör sedan 1945 Polen, medan återstoden ligger i Tyskland.

Oberlausitz, högsorbiska: Hornja Łužica, polska: Łużyce Górne, är ett historiskt landskap som idag till största delen ligger i den tyska delstaten Sachsen, men också till liten del i västra Polen och södra Brandenburg.

## Geografi
Oberlausitz är en del av den större regionen Lausitz. De delar av Oberlausitz som idag ligger i Sachsen omfattar Landkreis Kamenz, Landkreis Bautzen, Landkreis Löbau-Zittau och Niederschlesischer Oberlausitzkreis, samt de kreisfria städerna Görlitz och Hoyerswerda. Den sydligaste delen av brandenburgska Landkreis Oberspreewald-Lausitz tillhör också Oberlausitz. Den del av Oberlausitz, mellan floderna Lausitzer Neisse och Kwisa, som sedan 1945 tillhör Polen, tillhör administrativt Nedre Schlesiens vojvodskap. 
Huvudstaden i det historiska Oberlausitz var Bautzen. Den största staden i området är Görlitz-Zgorzelec, en stad som sedan 1945 administrativt är delad i två delar av den tysk-polska gränsen.

## Högsorbiska som minoritetsspråk
I Oberlausitz talar en betydande minoritet av befolkningen högsorbiska, som är officiellt minoritetsspråk i vissa kommuner i området.

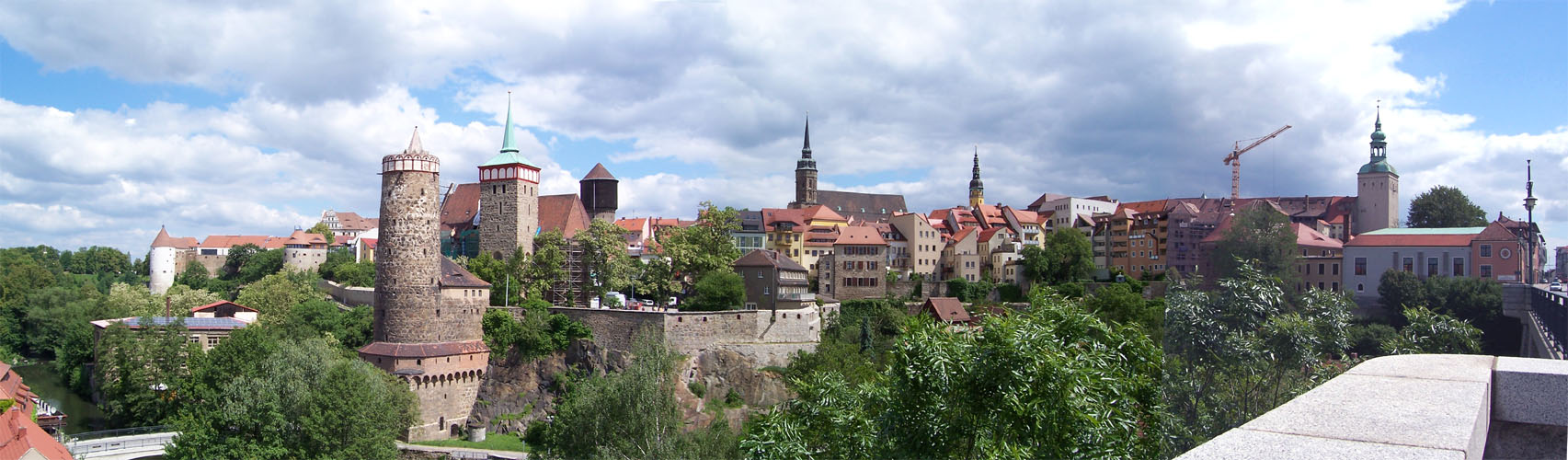
Bautzen (tyska)/Budyšin (sorbiska), Tyskland

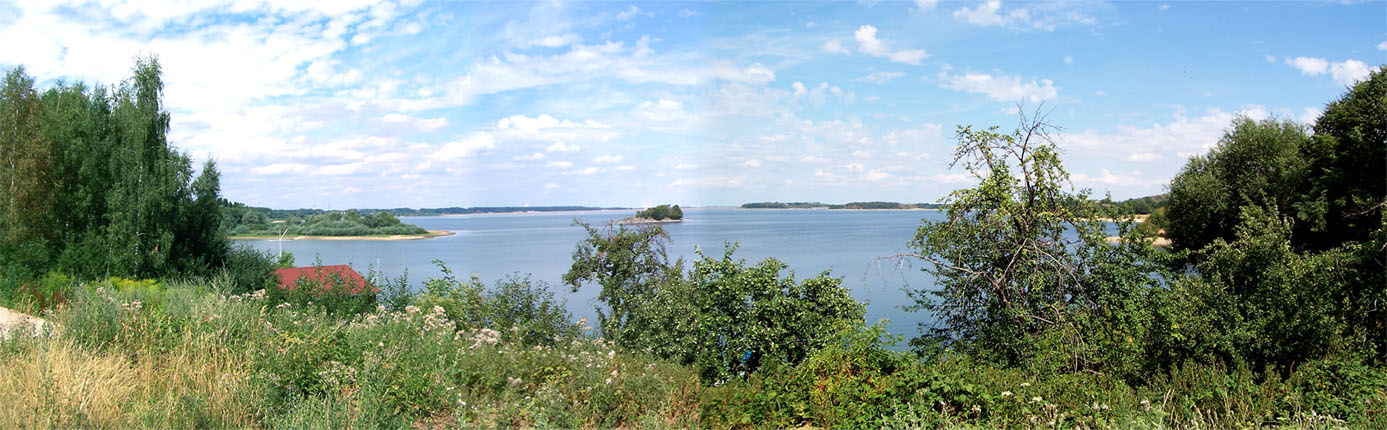
Lausitziska sjölandskapet

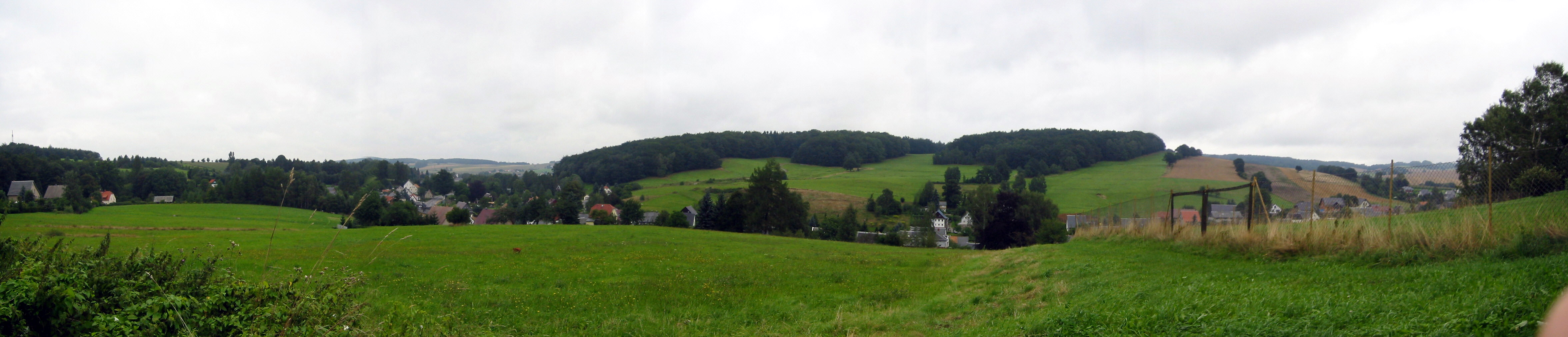
Ringenhains landskap i Oberlausitz